# Дельта Немана
Дельта Немана (лит. Nemuno delta) — дельта реки Неман около места её впадения в Балтийское море. Формируется сетью русел и речных каналов, образуя польдеры и водно-болотные угодья. Природные богатства этого региона создают хорошие условия для развития экотуризма.
Основным ответвлением Немана является Атмата. Остальные: Пакальне, Упайте, Скирвите, Варусне и другие. Посередине дельты находится самый крупный остров в Литве — Русне. На острове находится самое большое поселение в дельте реки с населением в 2,5 тыс. жителей.

## Описание
Болота в дельте Немана в 1993 году включены в список водно-болотных угодий, имеющих международное значение, и защищены Рамсарской конвенцией. В целях защиты дикой природы и содействия научным исследованиям в 1992 году был создан Региональный парк дельты Немана. Он занимает 239,5 км² и состоит из 14 заповедников и одного водоёма. Около 20 % территории парка покрыто водой. С 1999 года каждый октябрь Литовское общество орнитологов и администрация парка организуют наблюдение за птицами. Каждый год дельта затапливается, но самыми большими угрозами для неё являются загрязнение окружающей среды, развитие сельского хозяйства, рыболовства и туризма.
Каждую весну, в период брачного сезона, дельту Немана наполняет множество видов птиц. Общее количество видов — около 200, из которых около 40 были включены в литовскую Красную книгу. Дельта Немана также является важной остановкой для перелётных птиц. Миллионы птиц, представляющих множество видов, пролетают через этот регион каждый год. Среди них встречаются и представители видов, которые исчезают, таких как орлан-белохвост, белощёкая казарка, журавлиные, чернозобик, вертлявая камышовка.
Главный научный центр расположен на мысе Вянце. В 1929 году литовский зоолог Тадас Иванаускас основал здесь одну из первых в Европе станций кольцевания птиц. Было установлено, что окольцованные на мысе птицы мигрировали в Иран, Египет и даже в Южную Африку.
К млекопитающим, живущих в дельте, относятся: лисы, бобры, лоси, кабаны и выдры.
Ещё одним интересным элементом дельты является озеро Кроку Ланка, расположенное близ устья реки. Возникло оно в результате отделения от Куршского залива. Это наибольшее озеро, расположенное в дельте, размером 7,93 км² и единственное в Литве озеро морского происхождения.